# KNVB-Pokal 1986/87
Der KNVB-Pokal 1986/87 war die 69. Auflage des niederländischen Fußball-Pokalwettbewerbs. An ihr nahmen die 18 Mannschaften der Eredivisie, die 19 Teams der Eerste Divisie und 27 Vertreter aus dem Amateurbereich teil.
Pokalsieger wurde Titelverteidiger Ajax Amsterdam. Das Team setzte sich im Finale gegen FC Den Haag durch. Der Sieger erhielt einen Startplatz im Europapokal der Pokalsieger.

## Modus
In den ersten drei Runden wurde bei unentschiedenem Ausgang eine Verlängerung gespielt und falls notwendig im Elfmeterschießen entschieden. Stand es im Viertel- und Halbfinale nach 90 Minuten unentschieden, wurde das Spiel auf des Gegners Platz wiederholt.

## 1. Runde
| Datum      |                     | Ergebnis              |                          |
| ---------- | ------------------- | --------------------- | ------------------------ |
| 11.10.1986 | ACV Assen           | 2:2 n. V. (2:1 i. E.) | FC Wageningen            |
| 11.10.1986 | BVV Barendrecht     | 0:7                   | PEC Zwolle '82           |
| 11.10.1986 | VV Bennekom         | 0:4                   | Excelsior Rotterdam      |
| 11.10.1986 | DETO Twenterand     | 1:2                   | HFC Haarlem              |
| 11.10.1986 | VV Eindhoven        | 1:2                   | FC Groningen             |
| 11.10.1986 | USV Elinkwijk       | 1:4                   | Ajax Amsterdam           |
| 11.10.1986 | FC Emmen            | 1:4 n. V.             | AZ Alkmaar               |
| 11.10.1986 | VV Enter Vorruit    | 1:6                   | Sparta Rotterdam         |
| 11.10.1986 | VV Flevo Boys       | 0:2                   | Fortuna Sittard          |
| 11.10.1986 | GVVV                | 0:5                   | FC Utrecht               |
| 11.10.1986 | SC Heerenveen       | 2:4                   | FC Volendam              |
| 11.10.1986 | VV Heerjansdam      | 0:2                   | FC Den Bosch ʼ67         |
| 11.10.1986 | Kozakken Boys       | 1:2 n. V.             | SC Veendam               |
| 11.10.1986 | VV Noordwijk        | 3:1                   | SC Telstar 1963          |
| 11.10.1986 | K.v.v. Quick Boys   | 0:3                   | SVV Schiedam             |
| 11.10.1986 | RKSV Sparta '25     | 0:5                   | FC Twente Enschede       |
| 11.10.1986 | TOP Oss             | 0:4                   | PSV Eindhoven            |
| 11.10.1986 | SV De Treffers      | 1:3                   | Vitesse Arnheim          |
| 11.10.1986 | VV IJsselmeervogels | 1:2                   | SC Heracles Almelo '74   |
| 12.10.1986 | Achilles ’29        | 2:1                   | RBC Roosendaal           |
| 12.10.1986 | AFC Amsterdam       | 2:5                   | RKC Waalwijk             |
| 12.10.1986 | AZS Amsterdam       | 0:1                   | MVV Maastricht           |
| 12.10.1986 | SC Cambuur          | 1:6                   | FC Den Haag              |
| 12.10.1986 | DS '79              | 3:2                   | Go Ahead Eagles Deventer |
| 12.10.1986 | DWV Amsterdam       | 3:0                   | NEC Nijmegen             |
| 12.10.1986 | Sportclub Enschede  | 1:0                   | NAC Breda                |
| 12.10.1986 | VV Geldrop          | 3:2                   | Willem II Tilburg        |
| 12.10.1986 | VV Rheden           | 2:2 n. V. (4:3 i. E.) | Helmond Sport            |
| 12.10.1986 | Fortuna Sittard     | 0:2                   | Feyenoord Rotterdam      |
| 12.10.1986 | Sparta Rotterdam II | 2:1                   | Roda JC Kerkrade         |
| 12.10.1986 | GVV Unitas          | 1:2                   | BV De Graafschap         |
| 12.10.1986 | VC Vlissingen       | 1:4                   | VVV-Venlo                |

## 2. Runde
| Datum      |                        | Ergebnis  |                     |
| ---------- | ---------------------- | --------- | ------------------- |
| 15.11.1986 | ACV Assen              | 1:2       | FC Den Bosch ʼ67    |
| 15.11.1986 | VV Noordwijk           | 1:2       | VV Geldrop          |
| 15.11.1986 | PEC Zwolle '82         | 2:3 n. V. | DS '79              |
| 15.11.1986 | PSV Eindhoven          | 6:1       | RKC Waalwijk        |
| 15.11.1986 | SVV Schiedam           | 1:7       | FC Twente Enschede  |
| 15.11.1986 | Vitesse Arnheim        | 2:1       | FC Volendam         |
| 15.11.1986 | Sparta Rotterdam       | 3:0       | AZ Alkmaar          |
| 16.11.1986 | Sparta Rotterdam II    | 1:2       | FC Utrecht          |
| 16.11.1986 | Achilles ’29           | 1:5       | VVV-Venlo           |
| 16.11.1986 | DWV Amsterdam          | 1:3       | Fortuna Sittard     |
| 16.11.1986 | Sportclub Enschede     | 1:7       | FC Den Haag         |
| 16.11.1986 | Excelsior Rotterdam    | 3:2       | SC Veendam          |
| 16.11.1986 | BV De Graafschap       | 2:1       | HFC Haarlem         |
| 16.11.1986 | FC Groningen           | 3:1       | MVV Maastricht      |
| 16.11.1986 | SC Heracles Almelo '74 | 1:3       | Feyenoord Rotterdam |
| 16.11.1986 | VV Rheden              | 0:2       | Ajax Amsterdam      |

## 3. Runde
| Datum      |                     | Ergebnis              |                    |
| ---------- | ------------------- | --------------------- | ------------------ |
| 22.02.1987 | Feyenoord Rotterdam | 1:2 n. V.             | FC Den Haag        |
| 10.03.1987 | Excelsior Rotterdam | 1:0                   | FC Twente Enschede |
| 11.03.1987 | FC Den Bosch ʼ67    | 2:2 n. V. (4:2 i. E.) | PSV Eindhoven      |
| 11.03.1987 | DS '79              | 2:1                   | FC Utrecht         |
| 11.03.1987 | Sparta Rotterdam    | 0:0 n. V. (3:4 i. E.) | Ajax Amsterdam     |
| 11.03.1987 | Vitesse Arnheim     | 1:1 n. V. (4:3 i. E.) | BV De Graafschap   |
| 11.03.1987 | VVV-Venlo           | 1:2                   | Fortuna Sittard    |
| 24.03.1987 | FC Groningen        | 4:2                   | VV Geldrop         |

## Viertelfinale
| Datum      |                 | Ergebnis |                     |
| ---------- | --------------- | -------- | ------------------- |
| 29.03.1987 | DS '79          | 0:0      | FC Den Bosch ʼ67    |
| 01.04.1987 | Ajax Amsterdam  | 2:0      | Vitesse Arnheim     |
| 01.04.1987 | FC Den Haag     | 3:1      | Excelsior Rotterdam |
| 01.04.1987 | Fortuna Sittard | 1:2      | FC Groningen        |

### Wiederholungsspiel
| Datum      |                  | Ergebnis |        |
| ---------- | ---------------- | -------- | ------ |
| 15.04.1987 | FC Den Bosch ʼ67 | 3:1      | DS '79 |

## Halbfinale
| Datum      |                  | Ergebnis |              |
| ---------- | ---------------- | -------- | ------------ |
| 05.05.1987 | Ajax Amsterdam   | 0:0      | FC Groningen |
| 05.05.1987 | FC Den Bosch ʼ67 | 0:3      | FC Den Haag  |

### Wiederholungsspiel
| Datum      |              | Ergebnis |                |
| ---------- | ------------ | -------- | -------------- |
| 19.05.1987 | FC Groningen | 0:3      | Ajax Amsterdam |

## Finale
| FC Den Haag                                  | FC Den Haag | Ajax Amsterdam | Ajax Amsterdam |
| -------------------------------------------- | --- | --- | -------------- |
| FC Den Haag                                  | \| 5. Juni 1987 in Den Haag (Zuiderparkstadion) \| \| Ergebnis: 2:4 n. V. (2:2, 1:1) \| \| Zuschauer: 8.600 \| \| Schiedsrichter: Ignace van Swieten \| \| Spielbericht \|                                                   | \| 5. Juni 1987 in Den Haag (Zuiderparkstadion) \| \| Ergebnis: 2:4 n. V. (2:2, 1:1) \| \| Zuschauer: 8.600 \| \| Schiedsrichter: Ignace van Swieten \| \| Spielbericht \|                                                                  | Ajax Amsterdam |
| FC Den Haag                                  | René Stam – Marco van Alphen, Martin Jol, Heini Otto, Edwin Purvis – Cor Lems (79. Frans Danen), Joop Lankhaar, Alfons Groenendijk, Remco Boere (68. Ron de Roode), Karel Bouwens, Tony Morley Cheftrainer: Pim van de Meent | Stanley Menzo – Aron Winter, Frank Rijkaard, Sonny Silooy (64. Arnold Scholten), Peter Boeve – Jan Wouters, Arnold Mühren, John Bosman, John van ’t Schip (78. Dennis Bergkamp) – Marco van Basten , Rob Witschge Cheftrainer: Johan Cruyff | Ajax Amsterdam |
| FC Den Haag                                  | 1:1 Remco Boere (43.) 2:1 Tony Morley (66.) | 0:1 John Bosman (11.) 2:2 John Bosman (83.) 2:3 Marco van Basten (104.) 2:4 Marco van Basten (106.) | Ajax Amsterdam |
| 5. Juni 1987 in Den Haag (Zuiderparkstadion) | | |                |
| Ergebnis: 2:4 n. V. (2:2, 1:1)               | | |                |
| Zuschauer: 8.600                             | | |                |
| Schiedsrichter: Ignace van Swieten           | | |                |
| Spielbericht                                 | | |                |